# Sciophila caesarea
Sciophila caesarea är en tvåvingeart som beskrevs av Chandler 2001. Sciophila caesarea ingår i släktet Sciophila och familjen svampmyggor. Arten är reproducerande i Sverige. Inga underarter finns listade i Catalogue of Life.